# Not Afraid
Not Afraid – pierwszy oficjalny singel amerykańskiego rapera Eminema promujący jego siódmy album studyjny zatytułowany Recovery. Zadebiutował 29 kwietnia 2010 r. w radiu Shady 45. Utwór wyprodukował Boi-1da. 14 czerwca 2010 wydano singel w Wielkiej Brytanii, a 5 czerwca 2010 odbyła się oficjalna premiera teledysku do utworu.